# Pedro Cersósimo
Pedro Washington Cersósimo (* 1921 im Departamento San José; † 12. Oktober 1996) war ein uruguayischer Politiker.
Pedro Cersósimo war von Beruf Notar. Cersósimo, der der Partido Colorado angehörte, hatte in der 40. Legislaturperiode als Repräsentant des Departamentos San José vom 15. Februar 1967 bis zum 25. März 1969, vom 29. Mai 1969 bis zum 6. Juni 1969 und vom 17. April 1970 bis zum 4. Juni 1971 für das Sublema Solidaridad Col y Bat / 99 und 818 ein Titularmandat als Abgeordneter in der Cámara de Representantes inne. In den beiden Unterbrechungszeiträumen war er vom 25. März 1969 bis zum 29. Mai 1969 Minister für Arbeit und Soziales bzw. vom 6. Juni 1969 bis zum 17. April 1970 Innenminister von Uruguay. Schließlich übte er vom 3. Juni 1971 bis zum 4. November 1971 noch das Amt des Bildungs- und Kulturministers aus. Während der Phase der zivil-militärischen Diktatur in Uruguay nach dem Staatsstreich im Jahre 1973 war er Mitglied des Consejo de Estado. Von 1985 bis 1991 gehörte er der Cámara de Senadores für das Sublema Unión Colorada y Batllista an. 1987 war er Erster Vizepräsident des Senats. 1989 hatte er den Vorsitz der Comisión Permanente del Poder Legislativo inne. Von 1990 bis 1995 war er Präsident des Direktoriums der Banco Hipotecario del Uruguay.

## Zeitraum seiner Parlamentszugehörigkeit
- 15. Februar 1967 bis 25. März 1969 (Cámara de Representantes, 40. Legislaturperiode (LP))
- 29. Mai 1969 bis 6. Juni 1969 (Cámara de Representantes, 40. LP)
- 17. April 1970 bis 4. Juni 1971 (Cámara de Representantes, 40. LP)
- Camára de Senadores, 42. LP